# بول إريك أندريزن
بول إريك أندريزن (بالدنماركية: Poul Erik Andreasen)‏ هو لاعب كرة قدم ومدرب كرة قدم دنماركي، ولد في 17 ديسمبر 1949 في نوسونبي في الدنمارك. شارك مع منتخب الدنمارك تحت 21 سنة لكرة القدم. أما مع النوادي، فقد لعب مع نادي أوبه ونادي بولدكلوبين 1903.

## وصلات خارجية
- بول إريك أندريزن على موقع قاعدة بيانات كرة القدم.إي يو (الإنجليزية)
- بول إريك أندريزن على موقع عالم كرة القدم.نت (الإنجليزية)